# 敖得
敖得，河南光山縣人，明朝政治人物、進士出身。

## 生平
洪武二十四年（1391年），登辛未科殿試二甲第八名，後事無考。